# Cischweinfia parva
Cischweinfia parva är en orkidéart som först beskrevs av Charles Schweinfurth, och fick sitt nu gällande namn av Robert Louis Dressler och Norris Hagan Williams. Cischweinfia parva ingår i släktet Cischweinfia och familjen orkidéer. Inga underarter finns listade i Catalogue of Life.

## Bildgalleri

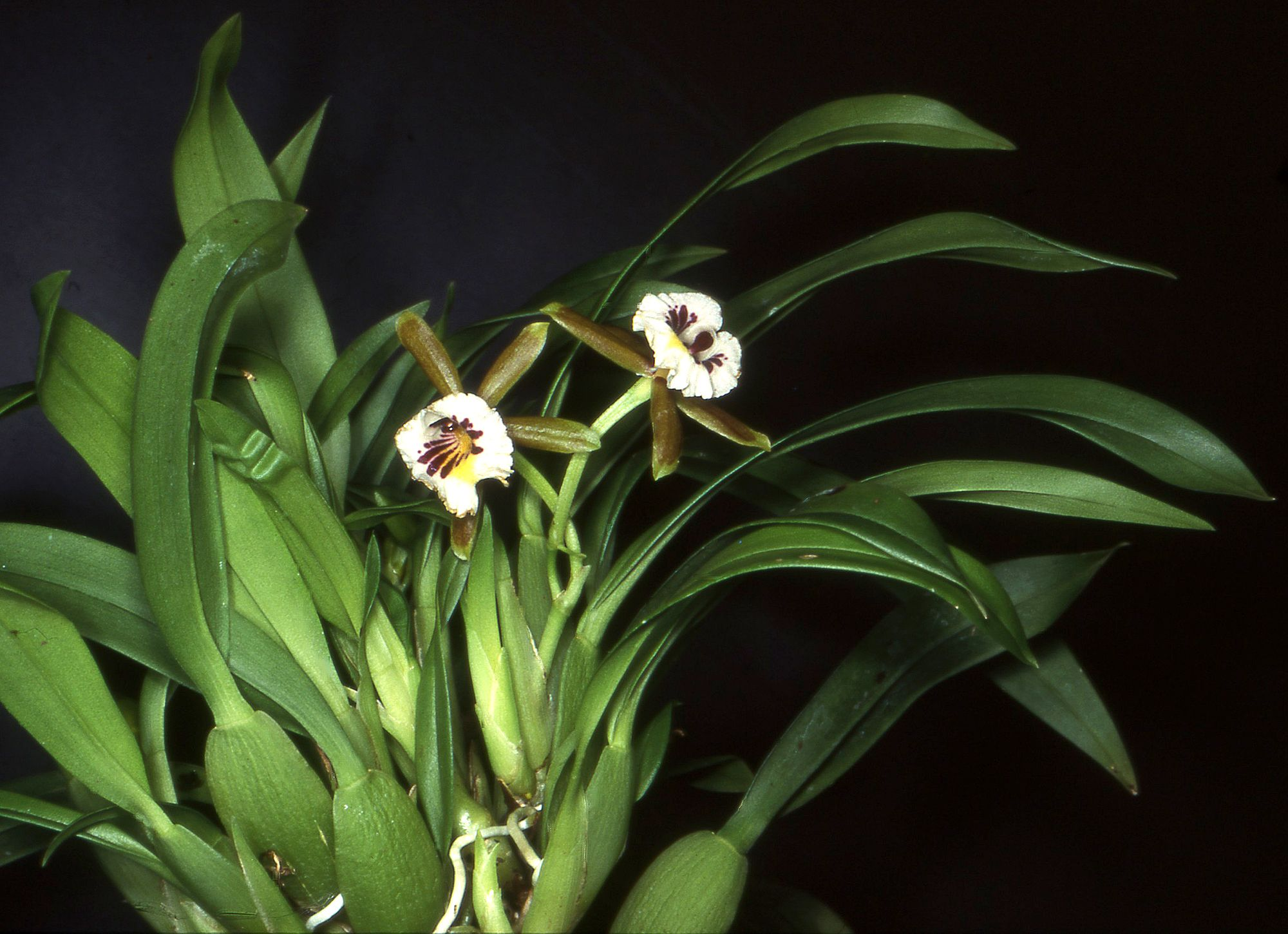
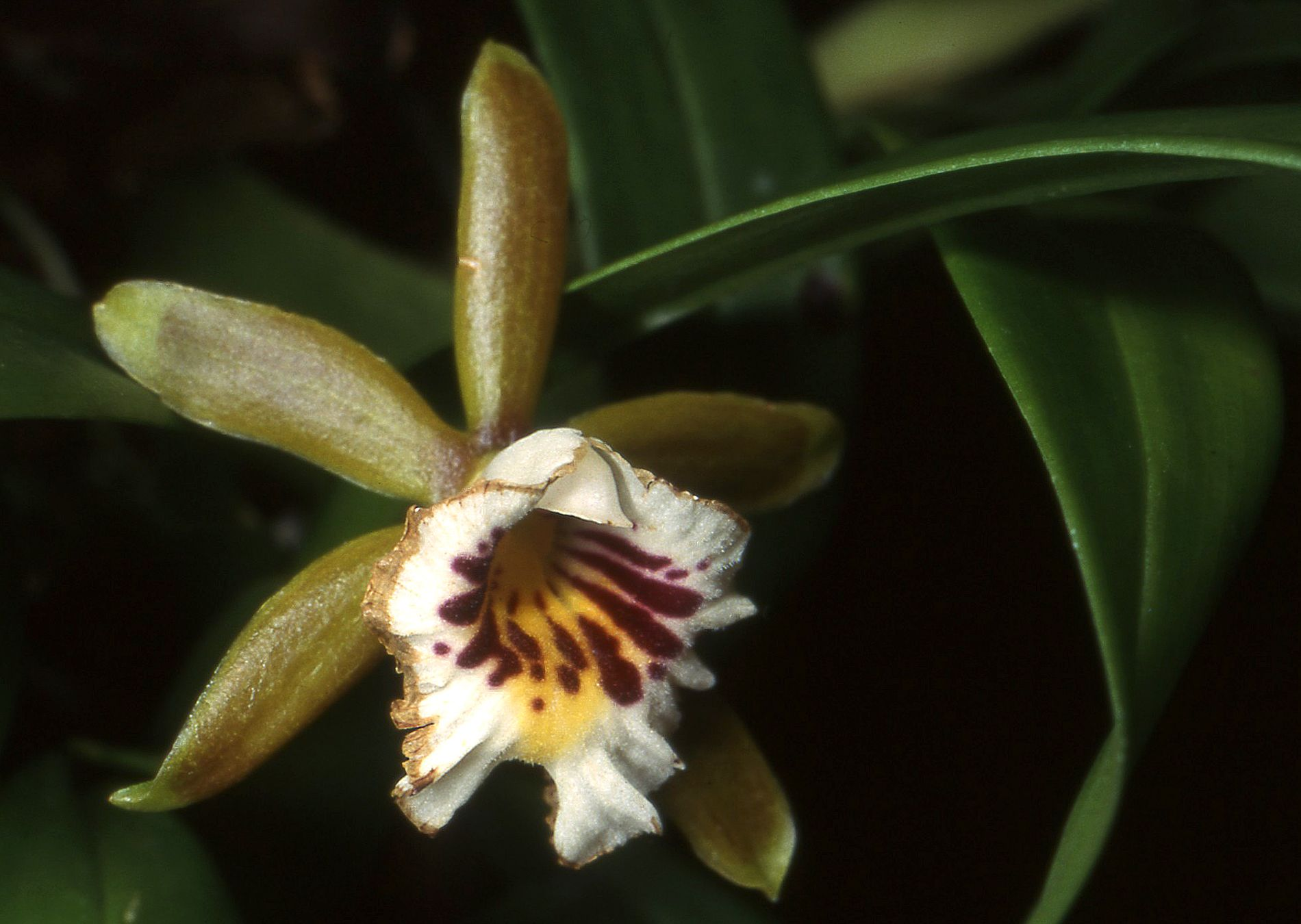